# Ultra Mono
Ultra Mono ist das dritte Studioalbum der englischen Post-Punk-Band Idles. Das Album wurde am 25. September 2020 über Partisan veröffentlicht und erreichte Platz eins der britischen Albumcharts.

## Entstehung
Im Januar 2019 bestätigten Idles auf ihrer Instagram-Seite, dass die Band an einem neuen Album arbeiten würde. Bereits zwei Monate später konnte die Band mit Grounds den ersten neuen Titel präsentieren. Aufgenommen wurde Ultra Mono ab September 2019 im Tonstudio La Frette im französischen La Frette-sur-Seine, einer Kleinstadt in der Nähe von Paris. Bei sieben der zwölf Titel auf dem Album schrieb Sänger Joe Talbot den Text erst, als er im Studio in der Gesangskabine stand. Talbot wollte „so nah wie möglich am Jetzt sein“. Produziert und gemischt wurde das Album von Adam Greenspan und Nick Launay, die bereits das Vorgängeralbum Joy as an Act of Resistance produziert hatten.
Unterstützt wurden sie vom US-amerikanischen Hip-Hop-Produzenten Kenny Beats. Mit ihm wollte die Band ein Album produzieren, das klanglich mit aktuellen Pop- und Hip-Hop-Produktionen mithalten könne. Gemastert wurde das Album von Bernie Grundman. Als Gastmusiker traten die Savages-Sängerin Jehnny Beth, der Singer-Songwriter Jamie Cullum sowie die Musiker Warren Ellis und David Yow auf. Musikvideos wurden für die Lieder Mr. Motivator, Grounds, A Hymn, Model Village und War produziert.

## Hintergrund
Der Albumtitel Ultra Mono stand ganz am Anfang des Entstehungsprozesses des Albums. Laut Sänger Joe Talbot beschreibt der Titel die „augenblickliche Akzeptanz des Selbst“. Das Album an sich wäre laut Joe Talbot eine Antwort auf das Vorgängeralbum Joy as an Act of Resistance und eine Antwort auf die britische Presse. Letztere bezeichnet Talbot als „verkommenen Haufen Pseudo-Intellektueller, die Erfolg hassen und ihn dir übelnehmen“.
In dem Lied Carcinogenic (engl.: krebserregend) kontert Joe Talbot Vorwürfe des Sleaford-Mods-Sängers Jason Williamson, der Talbot kulturelle Aneignung und Heuchelei vorwarf. Laut Williamson würde Talbot so tun, als wäre er die Stimme der Arbeiterklasse, obwohl er in einer mittelständischen Familie aufwuchs. Dass Talbot linke Anliegen unterstützt, wäre „klischeehaft, herablassend, unverschämt und unbedeutend“. The Lover ist laut Talbot eine Ansage an die Hater.

„Diese Leute haben nicht begriffen, worum es bei Idles geht: Inklusion. Mit vereinfachten und manchmal auch naiven Botschaften vereinigen wir uns und werden eine aufgeschlossene Gesellschaft, die Empathie und Liebe füreinander hegt – und damit hoffentlich eines Tages den Faschismus zerrüttet.“

Ne Touche Pas Moi (franz.: Fass mich nicht an) ist ein Aufruf an das Publikum, bei Konzerten mehr aufeinander achtzugeben. Das Lied Danke ist ein Tribut an den US-amerikanischen Sänger und Künstler Daniel Johnston. Die Band nahm das Lied am 10. September 2019 auf, an dem Johnston starb, und verwendete Teile von Johnstons Lyrik in dem Text.

## Rezeption

### Rezensionen
Das deutsche Magazin Visions kürte Ultra Mono zum Album des Monats. Idles würden laut Britta Helm „auf die Tories spucken, ohne sich selbst zur Arbeiterklasse zu verklären, sie schreiben Lieder gegen Rassismus und Homophobie und für die verletzliche Liebe, und sie tun das mit jedem Album noch ein bisschen perfekter“. Connor Endt vom laut.de hingegen lobte zwar, dass Idles auf Platte „nie besser geklungen hätten“. Allerdings würde man beim Hören „einfach das Gefühl nicht los, dass den Idles für ihr drittes Album schlichtweg die Ideen ausgegangen sind“. Außerdem vermisse er diesen „Sprachwitz“ in Talbots Texten auf der neuen Platte beinahe komplett.

### Chartplatzierungen
| ChartsChartplatzierungen     | Höchstplatzierung | Wochen |
| ---------------------------- | ----------------- | ------ |
| Deutschland (GfK)            | 14 (3 Wo.)        | 3      |
| Österreich (Ö3)              | 35 (1 Wo.)        | 1      |
| Schweiz (IFPI)               | 21 (1 Wo.)        | 1      |
| Vereinigtes Königreich (OCC) | 1 (3 Wo.)         | 3      |

### Auszeichnungen für Musikverkäufe
| Land/Region                  | Auszeichnungen für Musikverkäufe (Land/Region, Auszeichnung, Verkäufe) | Verkäufe |
| ---------------------------- | ---------------------------------------------------------------------- | -------- |
| Vereinigtes Königreich (BPI) | Silber                                                                 | 60.000   |
| Insgesamt                    | 1× Silber ·                                                            | 60.000   |

## Bestenlisten
| Publikation | Liste                          | Platz |
| ----------- | ------------------------------ | ----- |
| Kerrang     | The 50 greatest albums of 2020 | 19    |
| laut.de     | Die 50 Alben des Jahres        | 3     |
| Visions     | Die 50 besten Alben des Jahres | 4     |